# Cincinnata
Cincinnata is een kevergeslacht uit de familie van de boktorren (Cerambycidae). De wetenschappelijke naam van het geslacht werd voor het eerst geldig gepubliceerd in 1894 door Jordan.

## Soorten
Cincinnata omvat de volgende soorten:
- Cincinnata allardi Breuning, 1966
- Cincinnata fasciata Jordan, 1894
- Cincinnata konduensis Breuning, 1935
- Cincinnata schoutedeni Breuning, 1935